# واکنش زیپر آلکین
واکنش زیپر آلکین یک واکنش آلی است که طی آن یک مولکول آلکین داخلی به یک مولکول دارای گروه آلکین انتهایی تبدیل می گردد. این واکنش برای اولین بار توسط چارلز آلن براون و آیاکو یاماشیتا در سال ۱۹۷۵ گزارش گردید. 
این واکنش ایزومریزاسیون برای آلکینهای راست زنجیر و الکلهای استیلنی قابل انجام است و با کمک آن می توان گرووهای عاملی در بخش انتهایی هیدروکربنهای زنجیر بلند ایجاد نمود.
HO-CH2C≡C–(CH2)6CH3 → HO(CH2)8–C≡CH